# 10219 Penco
10219 Penco è un asteroide della fascia principale. Scoperto nel 1997, presenta un'orbita caratterizzata da un semiasse maggiore pari a 2,3082751 UA e da un'eccentricità di 0,0985450, inclinata di 4,38758° rispetto all'eclittica.
L'asteroide è dedicato a Umberto Penco, fisico italiano.